# 33 FC
Le 33 FC est un club hongrois de football basé à Budapest, la capitale du pays.

## Histoire
Fondé en 1900, le 33 FC est l'un des plus anciens clubs du championnat hongrois, réservé jusqu'en 1926 aux clubs de Budapest. C'est d'ailleurs au moment de l'ouverture de la compétition à l'ensemble des clubs du pays que le 33 FC change de nom et devient le Budai 33. 
Le club dispute la dernière de ses 29 saisons parmi l'élite en 1938. Le meilleur résultat du club en championnat est une troisième place, obtenue à l'issue du championnat 1902 qui est la toute première saison du club en D1.

## Noms successifs
- 1900 : 33 FC
- 1926 : Budai 33
- 1929 : Budai 11
- 1949 : Ganzvillany
- 1957 : Dohánygyár

## Grands joueurs
- Ödön Nádas